# Colma (album)
Pour les articles homonymes, voir Colma.
Albums de Buckethead
The Day of the Robot
(1996) Monsters and Robots
(1999)
Colma est le quatrième album studio du guitariste et compositeur américain Buckethead. L'album est sorti le 24 mars 1998 sous CyberOctave records.
Buckethead enregistra cet album pour sa mère, atteinte d'un cancer du côlon, pour qu'elle puisse l'écouter pendant sa convalescence.
Le titre de l'album fait référence au petit village de Colma près de San Francisco, aux États-Unis où le nombre de défunts des cimetières contre la population locale est de 1000 pour 1.
Teri Untalan, une ancienne élève du Berklee College of Music, figure sur deux pistes de l'album. Dans une entrevue de 2009, elle mentionne se souvenir de Buckethead comme étant « un être étrange, un personnage indescriptible ».

## Composition
Contrairement aux autres albums de Buckethead, Colma est un album acoustique. De plus, il est principalement composé de morceaux très simples de basse, de guitare acoustique et de batterie. James Lien, du « CMJ New Music Monthly », écrit que les mélodies de l'album ont « des sonorités géométriques et mathématiques, presque comme du Bach ou de la musique classique moderne ».
La piste Big Sur Moon, portant le nom de la région Big Sur en Californie, est jouée en solo sur une guitare acoustique jumelée à un effet de delay. Étant membre de Guns N' Roses de 2000 à 2004, Buckethead inclut cette piste comme morceau de son solo.

## Liste des titres
| 1.    | Whitewash                      | 4:44 |
| 2.    | For Mom                        | 5:10 |
| 3.    | Ghost                          | 5:29 |
| 4.    | Hills of Eternity              | 5:07 |
| 5.    | Big Sur Moon                   | 1:13 |
| 6.    | Machete                        | 6:18 |
| 7.    | Wishing Well                   | 4:03 |
| 8.    | Lone Sale Bug                  | 5:32 |
| 9.    | Sanctum                        | 3:42 |
| 10.   | Wondering                      | 2:15 |
| 11.   | Watching the Boats With My Dad | 5:07 |
| 12.   | Ghost Part 2                   | 2:31 |
| 13.   | Colma                          | 3:15 |
| 54:27 |                                |      |